# Andorka Eszter
Andorka Eszter, "Esztus" (1970. június 16. – 2003. február 17.) magyar evangélikus lelkész, a Magyarországi Evangélikus Ifjúsági Szövetség titkára.

## Élete
1970-ben született, teológiai tanulmányai után evangélikus lelkésszé szentelték. Folytatott újszövetségi tanulmányokat a budapesti Evangélikus Hittudományi Egyetemen, feminista tanulmányokat a Közép-Európai Egyetemen, illetve tanult a Leuveni Katolikus Egyetemen is. Lelkészként szolgált Aszódon és Dunaharasztiban, munkásságát az elesettekért, kirekesztettekért, kizsákmányoltakért való elkötelezettség hatotta át. Komoly elkötelezettséget mutatott a feminista teológia művelésében, valamint a mozgássérültek és az állami gondozásból kikerült fiatalok felkarolása iránt is; utóbbiak közül többet keresztfiának is fogadott. Előfordult, hogy heteken keresztül akár 10-12 cigánygyerek lakhatásáról gondoskodott kis lakásában.
Rövid élete során több tudományos dolgozatot jegyzett, valamint számos gyerekeknek írt színdarabot is szerzett, betlehemes és más bibliai témájú előadásokat rendezett. Szervezője volt az Evangélikus Ifjúsági Szövetségnek, és rendszeresen szervezett táborokat az úgynevezett "Bárka-csoportban" kerekesszékes mozgássérülteknek. Készült a doktori cím megszerzésére is – az Evangélikus Hittudományi Egyetem doktorandusz hallgatójaként –, amiben csak korai halála akadályozta meg.

## Halála
2003 februárjában – a február 17-ei hétfőre virradóra – gyilkosság áldozatává vált Budapesten: egy kábítószer hatása alatt álló, korábban zaklatás miatt kiszabott büntetése próbaidejét töltő, 25 éves férfi, J. Csaba veszprémi lakos a saját, II. kerületi, Guyon közi lakásán végzett vele. Gyilkosa éppen olyasvalaki volt, akin, illetve az akikhez hasonlókon hosszú ideje, szinte egész életében önzetlenül igyekezett segíteni. Az elkövető néhány nappal későbbi elfogását követően beismerte tettét.

## Emlékezete
Emlékére a tisztelői 2007-ben egy önálló kiadványt jelentettek meg „Vigasztaljátok, vigasztaljátok népemet” – Andorka Eszter emlékkönyv címmel, melyben Andorka Eszter fennmaradt prédikációit, gyermekújságokba írt cikkeit, kisebb tanulmányait, az általa írt – templomok akadálymentesítését célzó, mozgássérültek passiókörútjának megszervezésére vonatkozó, illetve az ún. Bárka-ház létesítésével kapcsolatos – pályázatokat, a temetésén elmondott beszédeket és a róla írt megemlékezéseket gyűjtötték egybe. A Luther Kiadónál megjelentetett, akkor 2500 forintos áron árusított kiadvány bevételét az Andorka Eszter egyik nagy álmának számító, a mozgássérültek és nem mozgássérültek egymást segítő együttélését lehetővé tévő, ún. Bárka-ház megvalósítására kívánták fordítani.
Ugyancsak az ő emléke előtt tisztelegve indította el az evangélikus egyház az Andorka Eszter Programot, amellyel, miközben emléket is kívántak állítani Andorka Eszter áldozatos életének, egyúttal olyan kezdeményezésekhez nyújtanak támogatást, amelyek célja az őáltala mutatott példát követve az elesettek megsegítése, az előítéletek leküzdése és az egyház aktív társadalmi jelenlétének elősegítése. A támogatandó célcsoportok sorában kiemelten szerepelnek az állami gondozottak, a fogyatékosok, a cigányok, a hajléktalanok, a betegek, a menekültek és az idősek. A 2020-as pályázati kiírás szerint előnyt élveztek azok a pályázatok, amelyekben hangsúlyt kapnak környezet-, illetve természetvédelmi szempontok is.